# Gas serra

Il bilancio radiativo terrestre dovuto in parte anche alla presenza di gas serra

Sono chiamati gas serra quei gas presenti nell'atmosfera che riescono a trattenere, in maniera consistente, una parte considerevole della componente nell'infrarosso della radiazione solare che colpisce la Terra ed è emessa dalla superficie terrestre, dall'atmosfera e dalle nuvole. Tale proprietà causa il fenomeno noto come "effetto serra" ed è verificabile da un'analisi spettroscopica in laboratorio. Possono essere di origine sia naturale che antropica (cioè prodotti dalle attività umane). Il Protocollo di Kyoto regolamenta dal 1997 le emissioni dei gas serra ritenuti più dannosi, in particolare CO2, N2O, CH4, esafluoruro di zolfo (SF6), idrofluorocarburi (HFCs) e perfluorocarburi.

## Storia
La prima teorizzazione dell'effetto serra come generale fenomeno di cattura del calore solare da parte dell'atmosfera terrestre viene tradizionalmente fatta risalire al lavoro del matematico e fisico francese J. Fourier, che nel 1827 fu il primo ad analizzare matematicamente la temperatura della Terra e ad enunciare il principio per il quale la sua misura attuale dipenderebbe in buona parte dall'effetto "isolante" dell'atmosfera planetaria. Fourier non fu tuttavia in grado di attribuire una causa specifica al fenomeno, dedotto da constatazioni sul bilancio energetico della Terra, considerato come complesso.
A seguito di una serie di esperimenti la scienziata Eunice Newton Foote scoprì il funzionamento dell'effetto serra e la relazione tra aumento della temperatura e anidride carbonica. Foote illustrò le sue scoperte in un documento intitolato Circumstances affecting the heat of the sun's rays ("Circostanze che influenzano il calore dei raggi del sole"), che fu ammesso all'ottavo incontro annuale dell'American Association for the Advancement of Science il 23 agosto 1856 ad Albany, New York. 
Nel 1859 l'irlandese John Tyndall, basandosi sul lavoro di Fourier, fu il primo ad analizzare le proprietà dei principali gas contenuti nell'atmosfera, così come essa era descritta all'epoca, nell'assorbimento del calore solare. Le sue rigorose indagini sperimentali furono in grado di dimostrare la sostanziale differenza fra molecole come ossigeno, azoto ed idrogeno, descritte come "trasparenti" in relazione alla radiazione infrarossa, ed altre che invece avevano la proprietà di intrappolarla. In particolare, Tyndall attribuì al vapore acqueo il ruolo principale nell'impedimento della rifrazione del calore solare, seguito dall'anidride carbonica e dall'ozono, e propose l'idea che le variazioni nelle percentuali di questi gas potessero essere la causa di modificazioni nel clima del pianeta.
Nel 1896 il fisico svedese Svante Arrhenius, riprendendo il lavoro di Tyndall sulle glaciazioni e le loro cause, un problema notevolmente dibattuto della climatologia dell'epoca, propose l'ipotesi che l'aggiunta della CO2 in atmosfera per mano antropica in seguito alla crescente industrializzazione avrebbe potuto avere modificato il fenomeno dell'effetto serra naturale. In particolare, calcolò che un raddoppio della concentrazione dell'anidride carbonica immessa nell'atmosfera avrebbe avuto come conseguenza un innalzamento di 5-6 °C della temperatura sulla superficie terrestre. Sebbene le stime di Arrhenius si siano col tempo rivelate numericamente inesatte, fu principalmente grazie al suo lavoro che la correlazione fra aumento della CO2 e innalzamento delle temperature fu portata all'evidenza scientifica.
Anche a causa delle predizioni errate compiute dal fisico svedese, l'idea che un aumento di determinate immissioni di natura artificiale potesse influenzare l'atmosfera e la temperatura della terra fu ben presto accantonata dal mondo scientifico dell'epoca, e considerata di scarsa rilevanza. Negli anni '30 le rilevazioni di un aumento delle temperature in Nord America furono attribuite da gran parte della comunità scientifica come un ciclo derivante da cause naturali; fu l'inglese Guy Callendar, ingegnere appassionato di meteorologia, a contrastare questa tesi, proponendo nel 1938 come ipotesi per spiegare l'incremento delle temperature il parallelo aumento della concentrazione di CO2 nell'atmosfera dei decenni precedenti; l'idea restò tuttavia grandemente minoritaria nel mondo scientifico. L'idea fu portata nuovamente alla luce negli anni '50, grazie anche al notevole miglioramento della precisione strumentale dei rilevamenti. Nel 1956 il fisico canadese Gilbert Plass si occupò nuovamente del problema, giungendo alla conclusione che un raddoppio delle concentrazioni di anidride carbonica nell'atmosfera avrebbe avuto come conseguenza un aumento della temperatura della superficie terrestre di 3,6 °C.
Col tempo, l'interesse scientifico intorno alla relazione fra gas serra e riscaldamento globale crebbe, agevolato da numerose sperimentazioni effettuate in tutto il mondo e dalla crescente precisione nella misurazione dei dati fondamentali. Nel 1985 in occasione di una conferenza internazionale tenutasi a Villaco, in Austria, 29 climatologi posero ufficialmente come cruciale per la comunità scientifica mondiale il problema dell'aumento delle concentrazioni di gas serra, identificato come la causa di un aumento senza precedenti delle temperature globali e, come sua conseguenza, di un potenziale innalzamento del livello dei mari stimato fra i 20 e i 140 centimetri. Del 1988 è l'istituzione del Gruppo intergovernativo sul cambiamento climatico (IPCC) da parte dell'ONU e dell'Organizzazione meteorologica mondiale, il cui obiettivo è l'analisi del problema del riscaldamento globale e, come sua parte costituente, dello studio dell'effetto dei gas serra sull'atmosfera, oltre che la misurazione delle loro concentrazioni.

## Principali gas serra
Il contributo di un gas alla variazione dell'effetto serra è determinato dalla forzante radiativa del gas, dalla sua concentrazione nell'atmosfera e dal suo tempo di permanenza nell'atmosfera. L'indice noto come Global Warming Potential (GWP, potenziale di riscaldamento globale), che rappresenta l'effetto combinato del tempo di permanenza in atmosfera di ogni gas e la relativa efficacia specifica nell'assorbimento della radiazione infrarossa emessa dalla Terra, è una misura di quanto un dato gas serra contribuisca al riscaldamento globale, commisurata alla CO2, assunta come parametro di riferimento e il cui GWP ha per definizione il valore 1. I GWP sono calcolati dal Gruppo intergovernativo sul cambiamento climatico e sono utilizzati come fattori di conversione per calcolare le emissioni di tutti i gas serra in emissioni di CO2 equivalente.
Vapore acqueo (H2O), anidride carbonica (CO2), protossido di azoto (N2O), metano (CH4) ed esafluoruro di zolfo (SF6) sono i gas serra principali nell'atmosfera terrestre. Oltre a questi gas di origine sia naturale che antropica, esiste un'ampia gamma di gas serra rilasciati in atmosfera di origine esclusivamente antropica, come i clorofluorocarburi (CFC), i bromofluorocarburi (BFC) e molte altre sostanze le cui molecole contengono alogeni, le cui emissioni sono regolamentate dal Protocollo di Montréal. I gas alogenati sono emessi in quantità molto inferiori rispetto a CO2, CH4 e N2O e hanno bassissime concentrazioni in atmosfera, ma possono avere un tempo di vita molto lungo e un forte effetto come forzante radiativo, da 3 000 a 13 000 volte superiore a quella del biossido di carbonio. Il contributo di un gas alla variazione dell'effetto serra è determinato dalla forzante radiativa del gas, dalla sua concentrazione nell'atmosfera e dal suo tempo di permanenza nell'atmosfera.

### Vapore acqueo
Il principale gas a effetto serra è il vapore acqueo (H2O), responsabile per circa due terzi dell'effetto serra naturale, anche se non mancano opinioni secondo cui il vapore acqueo sarebbe responsabile fino al 98% dell'effetto serra. Nell'atmosfera, le molecole di acqua catturano il calore irradiato dalla Terra diramandolo in tutte le direzioni, riscaldando così la superficie della Terra prima di essere irradiato nuovamente nello spazio.
Il vapore acqueo atmosferico è parte del ciclo idrologico, un sistema chiuso di circolazione dell'acqua dagli oceani e dai continenti verso l'atmosfera in un ciclo continuo di evaporazione, traspirazione, condensazione e precipitazione. Tuttavia l'aria calda può assorbire molta più umidità e di conseguenza le temperature in aumento intensificano ulteriormente l'aumento di vapore acqueo in atmosfera e quindi il cambiamento climatico. Esso rappresenta il 70% dei gas a effetto serra che svolgono una vera e propria attività di riflettere di nuovo i raggi sulla Terra, con un'energia radiante di 75 W/m2, ma è anche un fattore di feedback positivo, essendo direttamente legato alla temperatura.

### Metano

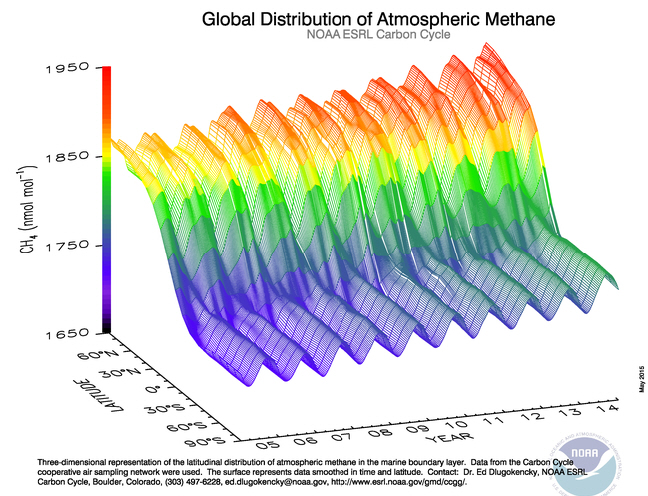
Distribuzione globale del metano secondo la latitudine in funzione degli anni

Il metano (CH4) è tipicamente considerato responsabile per circa l'8%, anche se il suo reale impatto dipende fortemente dal suo Global Warming Potential, che se propriamente calcolato sulla vita media del gas in atmosfera (circa 12 anni) passa dal valore comunemente usato di circa 30 a circa 110, aumentando molto il suo forzante radiativo. Il metano è il prodotto della degradazione di materiale organico in ambiente anaerobico. La sua concentrazione atmosferica media sta aumentando con un tasso medio annuo valutato tra l'1,1% e l'1,4%. Le principali fonti di metano sono i terreni paludosi (25-170 Tg annui; 1 Tg o teragrammo = 1×1012 grammi), la fermentazione enterica da digestione di bovini allevati (90-100 Tg), le risaie (40-179 Tg), la fermentazione del concime organico (40-110 Tg), la degradazione in ambiente riducente della biomassa (30-110 Tg), la produzione e la distribuzione di gas naturale (20-50 Tg), l'estrazione del carbone (10-40 Tg) e le termiti (5-45 Tg), per un incremento dello 0,6% annuo. È da rilevare il forte aumento delle emissioni di metano da parte delle discariche; inoltre si è avuto un aumento delle emissioni provenienti dal settore energetico, e una diminuzione di quelle del settore agricolo.

### Alocarburi

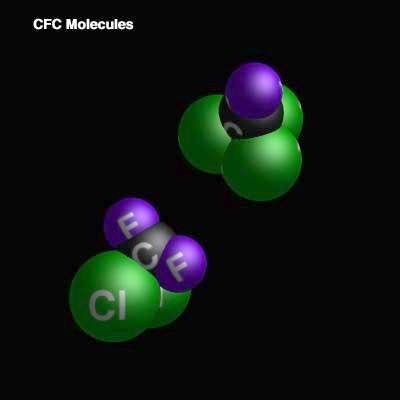
Clorofluorocarburi (CFC)

Tra questi gas i più conosciuti sono i clorofluorocarburi (CFC), gli idroclorofluorocarburi (HCFC), e gli idrofluorocarburi (HFC). La concentrazione di questi gas in atmosfera è molto bassa, ma il loro potenziale di riscaldamento è da 3.000 a 13.000 volte superiore della CO2. Gli alocarburi non derivano da processi naturali; la loro presenza in atmosfera è attribuibile per la maggior parte alle attività umane. Fino alla metà degli anni settanta i CFC erano largamente impiegati come propellenti per le bombolette spray, nei solventi e in alcuni collanti.
Nel 1987, siglando il Protocollo di Montréal, le nazioni del mondo hanno stretto un accordo per ridurre drasticamente l'uso di questi gas perché considerati lesivi dell'ozono atmosferico. I CFC sono stati in gran parte sostituiti dagli HCFC, meno dannosi per l'ozono ma comunque nocivi per l'effetto serra poiché contribuiscono al riscaldamento globale. Così mentre la concentrazione di CFC diminuisce, quella degli altri gas aumenta. Oltre ad essere molto potenti, questi gas permangono in aria per periodi molto lunghi, fino a 400 anni.

### Protossido di azoto
Il protossido di azoto costituisce una piccolissima parte dell'atmosfera, ed è mille volte meno presente della CO2 , ma quasi 300 volte più potente nel trattenere il calore.

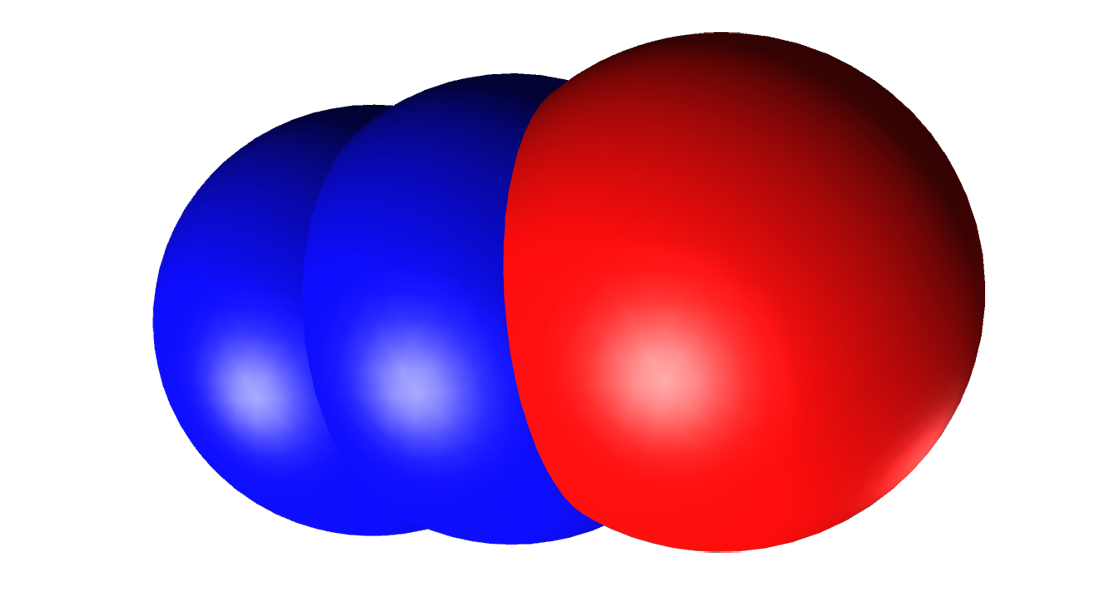
Protossido di azoto

La concentrazione del protossido di azoto è cresciuta moltissimo negli ultimi decenni, passando da 275 parti per miliardo del periodo pre-industriale ai 312 parti per miliardo del 1994. La maggior parte del protossido di azoto in atmosfera deriva da processi microbiologici. Nei terreni e nelle acque, le maggiori fonti di emissione di N2O sono i processi di nitrificazione e denitrificazione, quest'ultimo è il principale responsabile delle emissioni di N2O in ambienti sotterranei. Si sono osservati anche fenomeni di assorbimento del protossido di azoto da parte degli oceani, ma ad oggi la conoscenza su come il suolo e i sistemi marini fungano da pozzi di assorbimento per questo gas è troppo ridotta per considerare la loro importanza su scala globale.

### Ozono

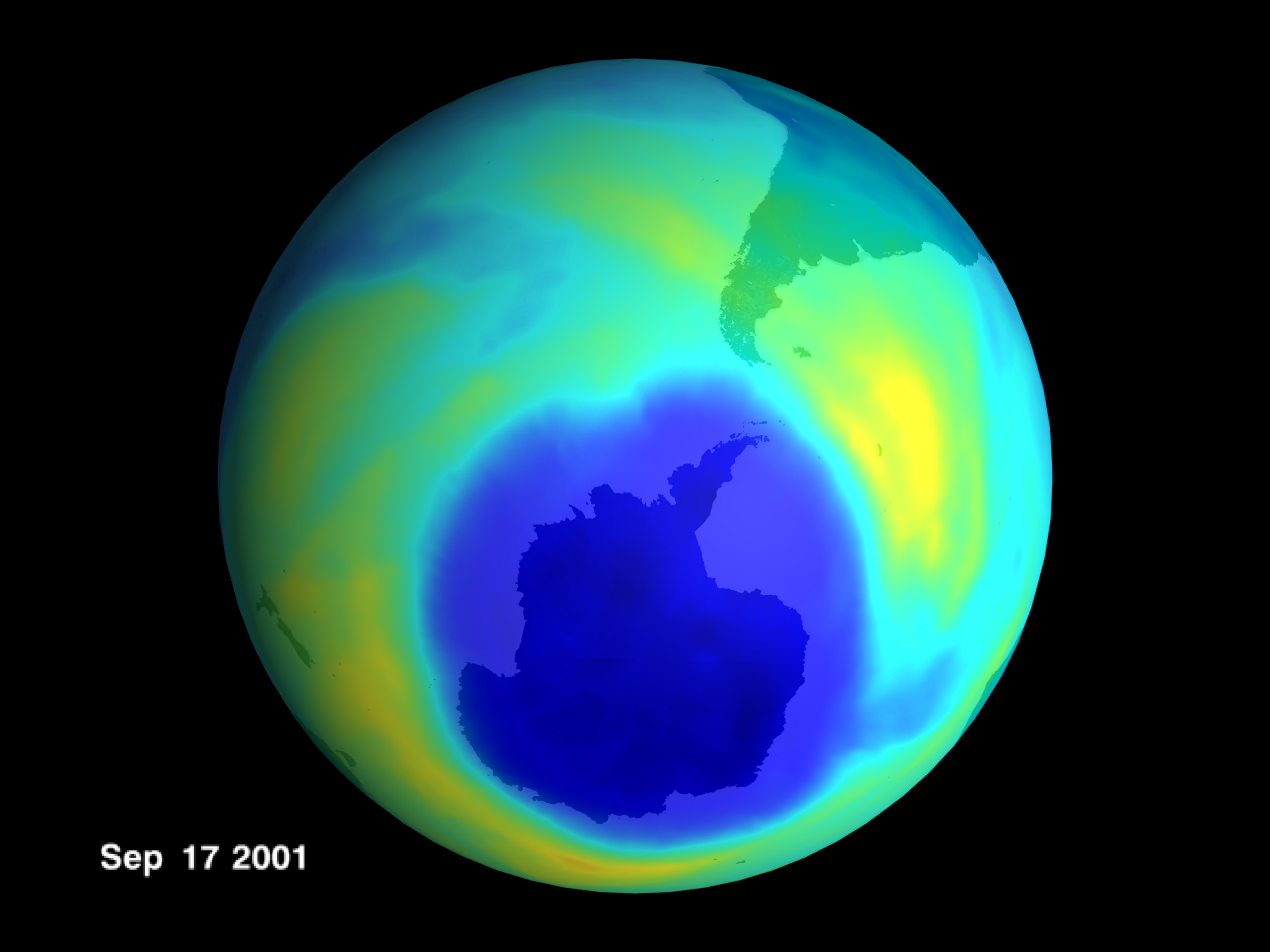
Distribuzione di ozono nell'emisfero sud

L'ozono è contenuto in minima parte nell'atmosfera ed è concentrato in prevalenza intorno ai 45 km di altezza dove viene formato dalla reazione tra raggi solari UVA e l'ossigeno atmosferico. L'ozono stratosferico funge da filtro verso le radiazioni ultraviolette provenienti dal Sole, ma nella troposfera si comporta da gas serra, sebbene il suo contributo sia minimo. È un componente essenziale dell'atmosfera, ma se negli strati più alti è utile perché capace di filtrare la radiazione ultravioletta del sole verso la terra, negli strati più bassi, nella troposfera, è da considerarsi un inquinante (anche se il suo potenziale come gas serra rispetto alla CO2 non è ancora stato calcolato). L'ozono è naturalmente creato e distrutto dalle radiazioni ultraviolette: quelle più potenti lo creano a partire dall'ossigeno, mentre le più deboli lo distruggono. Parte dell'ozono è anche prodotta nei processi di inquinamento atmosferico. L'ozono è coinvolto nella formazione delle piogge acide e la sua concentrazione può provocare patologie respiratorie.

### Anidride carbonica

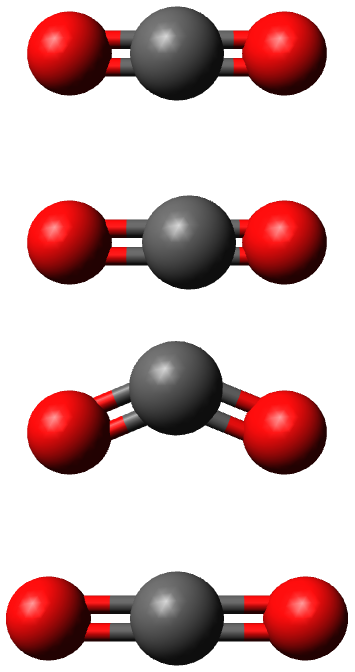
Assorbimento della radiazione solare infrarossa da parte dell'anidride carbonica

L'anidride carbonica, la cui molecola ha formula CO2, è responsabile per il 5-20% (la teoria più accreditata è il 15%) dell'effetto serra naturale ed interagisce con l'atmosfera per cause naturali e antropiche.
I serbatoi naturali della CO2 sono gli oceani, i sedimenti fossili, la biosfera terrestre, l'atmosfera. Gran parte dell'anidride carbonica degli ecosistemi viene immessa nell'atmosfera. Un certo numero di organismi hanno la capacità di assimilare la CO2 atmosferica. Il carbonio, così, grazie alla fotosintesi delle piante, che combina l'anidride carbonica e l'acqua in presenza dell'energia solare, entra nei composti organici e quindi nella catena alimentare, ritornando infine all'atmosfera attraverso la respirazione. Si possono individuare delle variazioni annuali della concentrazione di CO2 atmosferica. Durante l'inverno si verifica un aumento della concentrazione dovuto al fatto che nelle piante a foglia caduca prevale la respirazione; mentre durante l'estate la concentrazione di CO2 atmosferica diminuisce per l'aumento totale della fotosintesi.
Gli oceani hanno un ruolo fondamentale nel bilancio del carbonio, costituiscono una vera e propria riserva di carbonio sotto forma di ione bicarbonato e contengono quantità enormi di CO2, fino al 79% di quella naturale: gli oceani possono rilasciare o assorbire CO2 in quanto è solubile in acqua. L'incremento di temperatura dell'acqua diminuisce la solubilità del biossido di carbonio, pertanto l'aumento della temperatura degli oceani sposta CO2 dal mare all'atmosfera, mentre una diminuzione fa avvenire il contrario. Gli oceani assorbendo così la CO2 atmosferica mantengono bassa la sua concentrazione; se la concentrazione tendesse ad abbassarsi, gli oceani potrebbero liberare anidride carbonica svolgendo un ruolo di equilibratori. Questo bilancio naturale, in assenza di attività antropica, in prima approssimazione, è sempre in pareggio. Esso coinvolge valori di emissioni e assorbimenti maggiori alle emissioni antropiche. Tuttavia, per quanto piccole rispetto al totale, le emissioni antropiche sono sufficienti a squilibrare l'intero sistema.
L'anidride carbonica si va così accumulando nell'atmosfera, in quanto i processi di assorbimento da parte dello strato rimescolato dell'oceano non riescono a compensare del tutto il flusso entrante di carbonio. Le emissioni legate all'attività umana sono dovute all'uso di energia fossile, ossia petrolio, carbone e gas naturale; e la restante parte dovuta a fenomeni di deforestazione e cambiamenti d'uso delle superfici agricole. Il contributo della deforestazione è peraltro molto incerto, ed oggi al centro di molti dibattiti: le stime indicano valori compresi tra un massimo di 2 ad un minimo di 0,6 GtC/anno. L'ammontare equivalente di CO2 si ottiene moltiplicando per 44/12. Per quanto concerne la persistenza media in anni della CO2 in atmosfera, l'IPCC considera un intervallo compreso tra i 50 e i 200 anni che, dipende sostanzialmente dal mezzo di assorbimento.
Analizzando i dati globali sulle emissioni di CO2, risulta evidente che alcuni Paesi hanno un impatto maggiore rispetto ad altri. Attualmente, i Paesi che emettono la maggiore quantità di CO2 sono la Cina, gli Stati Uniti e l'India, in quest'ordine. Se si considera invece la quantità complessiva di CO2 emessa in atmosfera nel corso della storia, il quadro cambia. Gli Stati Uniti sono in testa alla lista, seguiti dalla Cina e dalla Russia. Infine, se si esamina l'impatto delle emissioni di CO2 in rapporto alla popolazione, ossia si valuta la quantità di CO2 prodotta per abitante, le nazioni che risaltano sono il Qatar, il Bahrein e il Kuwait.